# Un film de amor
Un film de amor (en húngaro, Szerelmesfilm) es una película dramática húngara de 1970 escrita y dirigida por István Szabó. La película fue seleccionada como la entrada húngara a la Mejor Película en Lengua Extranjera en los 43.ª Premios de la Academia, pero no llegó a estar dentro de las nominadas.
Un film de amor es una película que es una imagen cinematográfica de los aspectos tácitos e incalculables del amor y la esperanza entre individuos. Representa el amor entre dos dulces corazones de la infancia que continúan compartiendo un fuerte vínculo y amistad a lo largo de su edad adulta, aunque en su mayor parte no lo definen como una relación de amor. Continúan refiriéndose a su relación como amigos o amistad de la infancia o incluso se presentan a sus amigos como 'como mi hermano' y 'como mi hermana'. Por lo tanto, describe el amor y las relaciones indefinidas que experimenta la mayoría de los seres humanos en sus vidas. De ahí el título musical y lúcido de 'Serelmesfilm' o 'Lovefilm'.

## Imágenes no lineales
Al representar la naturaleza indefinida y tácita del amor entre individuos que existe principalmente en la mente de las personas, la edición y el flujo de la película no son lineales y tienen transiciones constantes entre imágenes de recuerdos de la infancia durante la Segunda Guerra Mundial, la Hungría ocupada por los nazis y el comunista soviético. el partido controlaba la escolarización de los años cincuenta y la época universitaria de principios de los sesenta. También se hace eco de los tiempos tensos de 1956 y el sentimiento de nostalgia de principios de la década de 1970. Esto le da al tema cinematográfico del amor como una experiencia en gran parte en la mente de uno y en su mayoría no lingüística y tácita y expresada en silencio y a través del paso del tiempo y las experiencias.

## Reparto
- András Bálint como Jancsi
- Judit Halász como Kata
- Edita Kelemen como Kata joven
- András Szamosfalvi como Jancsi joven
- Flóra Kádár